# Phreatia subalpina
Phreatia subalpina är en orkidéart som beskrevs av Pieter van Royen. Phreatia subalpina ingår i släktet Phreatia och familjen orkidéer. Inga underarter finns listade i Catalogue of Life.